# والنتینا پوپووا
والنتینا پوپووا (روسی: Валентина Вадимовна Попова؛ زادهٔ ۲۵ سپتامبر ۱۹۷۲) وزنه‌بردار اهل اتحاد جماهیر شوروی سوسیالیستی بود.
وی همچنین برندهٔ جوایزی همچون نشان دوستی شده‌است.